# Parathyma ningpoana
Parathyma ningpoana är en fjärilsart som beskrevs av Felder 1862. Parathyma ningpoana ingår i släktet Parathyma och familjen praktfjärilar. Inga underarter finns listade i Catalogue of Life.